# Енглеска реформација
Енглеска реформација представља низ догађаја из 16. века који су довели до одвајања Енглеске цркве од папе и Католичке цркве. Може се сматрати делом протестантске реформације. 

## Историја
У време владавине Хенрија VIII (1509—1547) долази до ширења лутеранизма и калвинизма у Енглеској што је доводи у сукоб са Ватиканом. Хенри жели да обезбеди владавину династије Тјудор, а Катарина Арагонска, његова жена, није у стању да роди наследника престола те се краљ жели развести. Папа му то не допушта (1527). Хенри не подржава Лутера и његово учење. Протестантизам се у Енглеској шири против његове воље, иако га ненамерно он подстиче. Од 1529. до 1536. године Парламент доноси више закона који доприносе ширењу протестантизма у Енглеској. Кентерберијски надбискуп Томас Кранмер је 1533. године поништио Хенријев брак са Катарином. Ана Болен постаје краљица и убрзо рађа Елизабету I (1558—1603). Следеће, 1534. године, донет је закон по коме је краљ врховни поглавар енглеске цркве. Већ 1536. године спроводи се експропријација црквеног земљишта. Неколико стотина манастира се затвара, а краљ стиче огромно богатство. Деоба црквених поседа Хенријевим присталицама ствара нову класу земљопоседника – џентрију. Хенри не жели раскид са хришћанством и супротставља се онима који шире Лутерову веру. Енглески превод Светог писма наилази на краљеву осуду. Хенријев наследник, Едвард VI (1547—1553), уз помоћ саветника Сомерсета, брани превођење Светог писма на енглески језик. Уклања се сложена служба, слике и књиге се уништавају, те енглеска црква садржи многе одлике европског протестантизма. Напори краљице Мери (1553—1558) да оснажи католицизам не успевају. Народ је поздравио њену смрт и долазак Елизабете на власт. Она жели повратак англиканске цркве, али иступа опрезно. Краљ постаје поглавар цркве 1571. године. Напори Елизабете да наметне владареву вољу цркви наилазе на отпор у Парламенту где се ствара група верских радикала – пуританци. Они желе да прочисте англиканску цркву од остатака католицизма. Ослањају се на калвинизам. Разлика између англиканаца и пуританаца је у томе што су први склони да прихвате човекову слободу воље, док други истичу грех и предестинацију. Долази до сукоба са Елизабетом. 
Верски немири у Енглеској наставили су се током 17. века. Испољавају се и у Енглеском грађанском рату. Окончани су свргавањем последњег католичког монаха, Џејмса II, у тзв. Славној револуцији 1688. године.